# Ludwig Laher

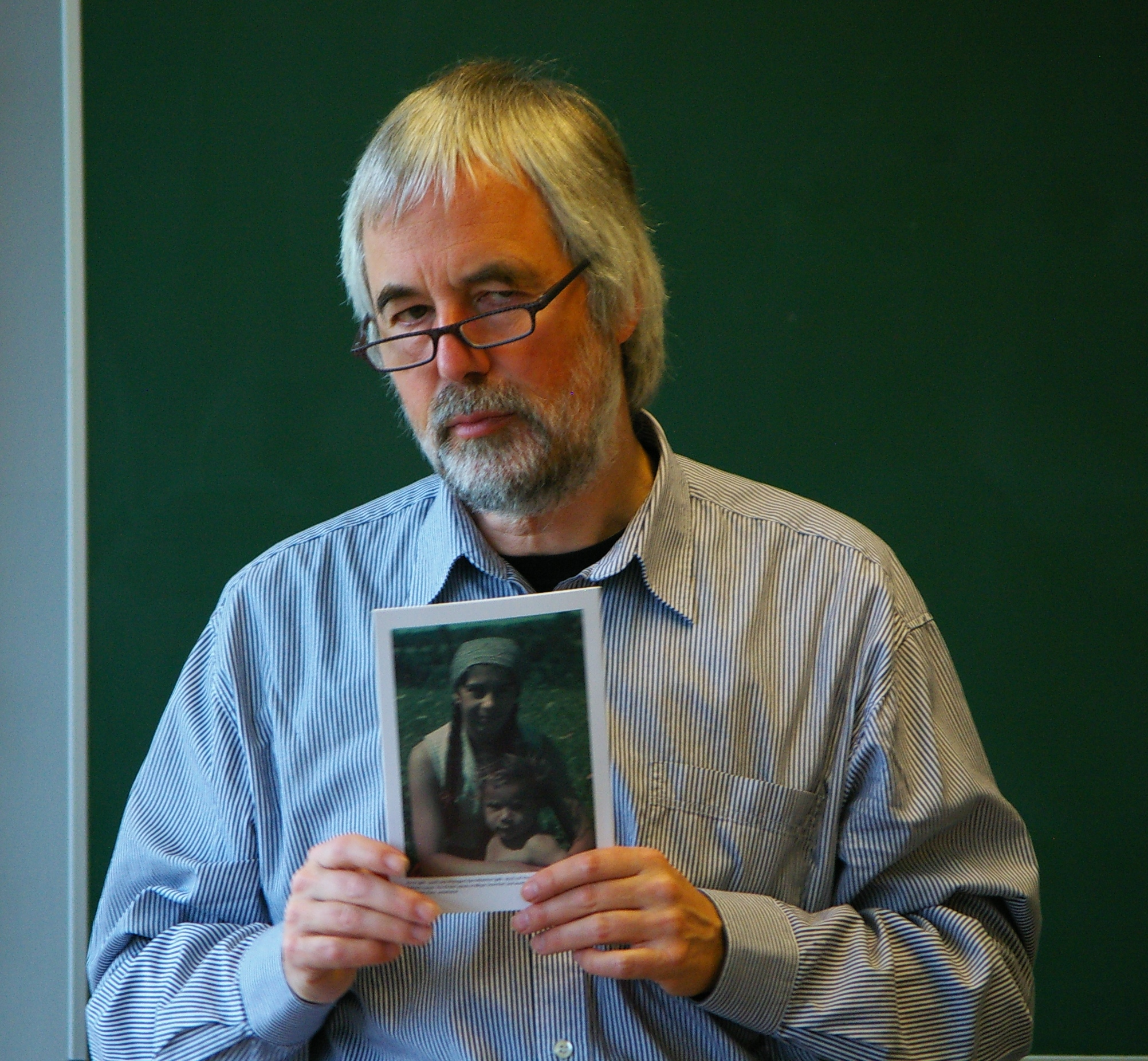
Ludwig Laher während eines Workshops mit 14-jährigen Schülern (2014)

Ludwig Laher (* 11. Dezember 1955 in Linz) ist ein österreichischer Schriftsteller.

## Leben
Ludwig Laher studierte Germanistik, Anglistik und Klassische Philologie in Salzburg und schloss mit einem Dr. phil. ab. Danach arbeitete er zunächst als Gymnasiallehrer am Christian-Doppler-Gymnasium in Salzburg.
1993 zog er nach St. Pantaleon in Oberösterreich und ist seit 1998 als freier Schriftsteller tätig. Laher veröffentlichte Prosa, Lyrik, Essays, Übersetzungen, wissenschaftliche Arbeiten, Hörspiele, Drehbücher und erhielt zahlreiche Literaturpreise und Stipendien.

## Stellungnahmen
Ludwig Laher bezeichnet den Umgang des zuständigen Bundesministeriums für Inneres mit dem Hitler-Geburtshaus als „Verdrängungsgroteske“. Für den im Bezirk Braunau lebenden Schriftsteller gibt es mit dem Haus der Verantwortung ein sinnvolleres Nutzungskonzept, „wo junge Leute aus aller Welt gemeinsam Projekte gegen Rassismus, für Toleranz und Verständigung schmieden. Doch der Bund neutralisiert lieber mit Mahnsteindeportation, Potemkin’scher Fassade und der Polizei.“

## Auszeichnungen und Stipendien
- 1987 Erster Preis des Literaturpreises der Ernst-Koref-Stiftung
- 1989 Talentförderungsprämie des Landes Oberösterreich
- 1990 Theodor-Körner-Preis
- 1990 Rauriser Förderungspreis
- 1992 Großes Übersetzerstipendium der Stadt Salzburg
- 1994 Theodor-Körner-Preis
- 1997 Übersetzerprämie des Bundes
- 1998 Großes Werkstipendium des Jubiläumsfonds der Literar-Mechana
- 2001/2002 Großes Projektstipendium des Bundes
- 2001 Österreichischer Buch.Preis
- 2001 Grünpreis
- 2002/2003 Österreichisches Staatsstipendium
- 2003 Kulturpreis des Landes Oberösterreich
- 2003 Buchprämie des Bundes
- 2004/2005 Österreichisches Staatsstipendium
- 2005–2008 Robert-Musil-Stipendium
- 2005 Elfriede-Grünberg-Preis der Welser Initiative gegen Faschismus
- 2006 3. Platz beim Feldkircher Lyrikpreis
- 2011 Shortlist des Deutschen Buchpreises „Verfahren“

## Werke (Auswahl)
- Selbstakt vor der Staffelei. Erzählung. Haymon Verlag, Innsbruck 1998, ISBN 3-85218-267-0. (Erzählung über den Hamburger Maler Victor Emil Janssen)
- Wolfgang Amadeus junior: Mozart Sohn sein. Roman. Haymon, Innsbruck 1999.
- Herzfleischentartung. Roman. Haymon, Innsbruck 2001, ISBN 3-85218-346-4.
- Aufgeklappt. Roman. Haymon, Innsbruck 2003.
- feuerstunde. gedichte. Wieser Verlag, Klagenfurt 2003.
- Uns hat es nicht geben sollen: Rosa Winter, Gitta und Nicole Martl. Drei Generationen Sinti-Frauen erzählen. Franz Steinmassl, 2004, ISBN 3-902427-10-8.
- Folgen. Roman. Haymon Verlag, Innsbruck 2005, ISBN 3-85218-465-7.
- Quergasse. Essays und Skizzen. Wieser Verlag, Klagenfurt 2005.
- Und nehmen was kommt. Roman. Haymon, Innsbruck 2007, ISBN 978-3-85218-530-9.
- Degeneracija srca. Roman. Zagreb 2007 (Kroatisch von Sead Muhamedagic).
- Einleben. Roman. Haymon, Innsbruck 2009, ISBN 978-3-85218-603-0.
- Verfahren. Haymon, Innsbruck 2011, ISBN 978-3-85218-680-1.
- Bitter. Roman. Wallstein Verlag, Göttingen 2014, ISBN 978-3-8353-1387-3 (Dokumentarroman über den österreichischen NS-Kriegsverbrecher Friedrich Kranebitter).
- Überführungsstücke. Roman. Wallstein, Göttingen 2016, ISBN 978-3-8353-1876-2.
- Wo nur die Wiege stand: über die Anziehungskraft früh verlassener Geburtsorte. Otto Müller Verlag, Salzburg/Wien 2019, ISBN 978-3-7013-1265-8.
- Schauplatzwunden. Über zwölf ungewollt verknüpfte Leben. Czernin Verlag, Wien 2020, ISBN 978-3-7076-0708-6.
- mit Christoph Janacs, Gerhard Ruiss: O du mein Österreich: (K) eine Lobeshymne. Über die Frage, wer hinter den österreichischen Hymnen steht, Verlag Anton Pustet Salzburg/Salzburger Pressverein, Salzburg 2024, ISBN 978-3-7025-1141-8

als Herausgeber oder Übersetzer
- Hans Reichenfeld (Autor), Ludwig Laher (Hrsg. & Übers.), Katharina Laher (Übers.): Bewegtes Exil. Erinnerungen an eine ungewisse Zukunft. Autobiographie nach Tagebuch-Aufzeichnungen. Reihe: Anders erinnern, 4. Theodor Kramer Gesellschaft, Wien 2010, ISBN 978-3-901602-40-5.[4]

## Notizen
1. ↑  Hitler-Geburtshaus: Siegerentwurf präsentiert, aber viel Kritik an Plänen. Abgerufen am 9. Juli 2022.
2. ↑  Patrick Guyton: Hitlers Geburtsort in Braunau am Inn: Dieses verfluchte Haus. In: Die Tageszeitung: taz. 3. Juli 2020 (taz.de [abgerufen am 9. Juli 2022]).
3. ↑  Braunau von Wien aus enthitlern. In: Der Standard. 8. Juli 2020, abgerufen am 9. Juli 2022 (österreichisches Deutsch).
4. ↑  Reichenfeld, geb. 26. Februar 1923, 1938 mit Kindertransport nach GB, Mai 1940 als Enemy Alien auf der Isle of Man interniert, Deportation nach Kanada, 1941 zurück nach GB, 1944 Royal Air Force, Aktivist von Young Austria, Arzt und Psychiater für Gerontologie in Kanada, gestorben am 5. März 2016 in Ottawa.

| Personendaten    | Personendaten                   |
| ---------------- | ------------------------------- |
| NAME             | Laher, Ludwig                   |
| KURZBESCHREIBUNG | österreichischer Schriftsteller |
| GEBURTSDATUM     | 11. Dezember 1955               |
| GEBURTSORT       | Linz                            |